# Johann Christoph Dorsch
 Johann Christoph Dorsch  était un artisan lapidaire, tailleur et graveur de pierres précieuses allemand. Il travailla entre autres pour le compte des Romanov. 

## Biographie
Dorsch étudia à l'Académie des beaux-arts de Nuremberg et devint un tailleur de pierre exceptionnel. Il se spécialisa dans la réalisation de camées et réalisa de nombreux portraits.
Sa fille, Susanna Maria Preisler (1701- 1765), était aussi une artiste, tailleuse lapidaire et bijoutière.

## Œuvres
Il réalisa une série de portraits des souverains russes en intaille.

## Postérité
Plusieurs artistes réalisèrent des portraits de Dorsch, dont Hieronymus Böllmann, Johann Preisler.